# Morgan C. Hamilton

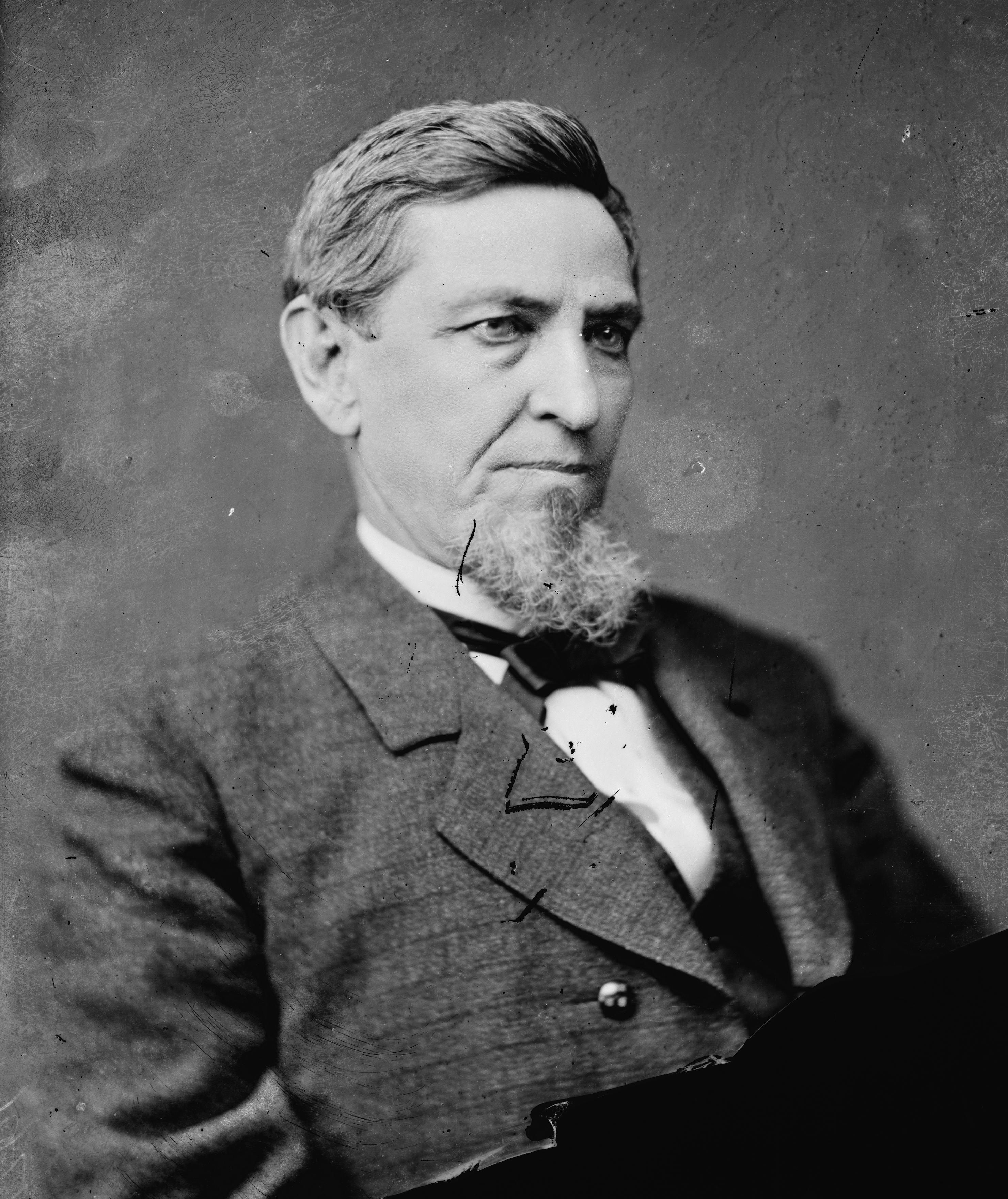
Morgan C. Hamilton

Morgan Calvin Hamilton (* 25. Februar 1809 bei Huntsville, Alabama; † 21. November 1893 in San Diego, Kalifornien) war ein US-amerikanischer Politiker (Republikanische Partei), der den Bundesstaat Texas im US-Senat vertrat.
Nach dem Schulbesuch betätigte sich Morgan Hamilton zunächst im Handelsgewerbe in der Stadt Elyton. 1837 ließ er sich in der Republik Texas nieder, wo er in Austin ein Geschäft eröffnete. Zwischen 1839 und 1845 war er Sekretär im Kriegsministerium der Republik, wobei er von Dezember 1844 bis März 1845 kommissarisch als Kriegs- und Marineminister von Texas fungierte.
Erst rund 20 Jahre später setzte Hamilton seine politische Laufbahn fort. Nachdem er 1867 das Amt des Comptroller of the Treasury im Finanzministerium des Staates Texas bekleidet hatte, nahm er im folgenden Jahr als Delegierter an dessen Verfassungskonvent teil. Am 22. Februar 1870 wurde er dann in den US-Senat gewählt, wo er am 31. März desselben Jahres den zuvor seit 1861 vakanten Sitz der Class 2 einnahm. Nach unmittelbar darauf erfolgter Wiederwahl verblieb Hamilton bis zum 3. März 1877 im Senat.
Im Anschluss zog er sich aus dem öffentlichen Leben zurück, lebte fortan in Brooklyn und reiste viel. Auf einer seiner Reisen nach San Diego starb er dann im November 1893. Sein jüngerer Bruder Andrew war zwischen 1865 und 1866 Gouverneur von Texas.